# Mistrzostwa Polski w Boksie 2003
74. Mistrzostwa Polski w Boksie (mężczyzn) odbyły się w dniach 11–14 września 2003 w Jastrzębiu-Zdroju.

## Medaliści
| Kategoria:                       | Złoto:                                  | Srebro:                                  | Brąz:                                                                            |
| waga papierowa (do 48 kg)        | Wojciech Ziora (Walka Zabrze)           | Łukasz Maszczyk (Gwardia Warszawa)       | Szczepan Luciński (Star Starachowice) Artur Wilk (Gwardia Wrocław)               |
| waga musza (do 51 kg)            | Andrzej Rżany (Gwardia Wrocław)         | Rafał Kaczor (Victoria-Skok Jaworzno)    | Łukasz Warchoł (Wda Świecie) Daniel Zajączkowski (Gwarek Łęczna)                 |
| waga kogucia (do 54 kg)          | Andrzej Liczik (Victoria-Skok Jaworzno) | Zbigniew Kołacz (Victoria-Skok Jaworzno) | Mariusz Dziembowski (Hetman Białystok) Krzysztof Rogowski (PKB Poznań)           |
| waga piórkowa (do 57 kg)         | Krzysztof Szot (PKB Poznań)             | Damian Ławniczak (PKB Poznań)            | Krzysztof Cieślak (Nokaut Warszawa) Jerzy Struzik (Victoria-Skok Jaworzno)       |
| waga lekka (do 60 kg)            | Mariusz Koperski (PKB Poznań)           | Marcin Łęgowski (Hetman Białystok)       | Tomasz Mazur (Gwardia Wrocław) Aleksander Nycz (Gwarek Łęczna)                   |
| waga lekkopółśrednia (do 64 kg)  | Artur Bojanowski (Wda Świecie)          | Krzysztof Chudecki (PKB Poznań)          | Sławomir Malinowski (Victoria-Skok Jaworzno) Michał Starbała (Gwardia Warszawa)  |
| waga półśrednia (do 69 kg)       | Mirosław Nowosada (Hetman Białystok)    | Piotr Olejniczak (PKB Poznań)            | Krystian Borucki (Zawisza Bydgoszcz) Mariusz Cendrowski (Victoria-Skok Jaworzno) |
| waga średnia (do 75 kg)          | Piotr Wilczewski (Hetman Białystok)     | Artur Zwarycz (Gwardia Wrocław)          | Robert Gniot (Gwarek Łęczna) Sebastian Rzadkiewicz (PKB Poznań)                  |
| waga półciężka (do 81 kg)        | Aleksy Kuziemski (Hetman Białystok)     | Krzysztof Zimnoch (Hetman Białystok)     | Paweł Polakowski (Broń Radom) Mariusz Welc (Walka Zabrze)                        |
| waga ciężka (do 91 kg)           | Robert Gortat (Victoria-Skok Jaworzno)  | Marek Tomala (AKS Strzegom)              | Piotr Załoga (Gwardia Warszawa) Łukasz Zygmunt (Gwarek Łęczna)                   |
| waga superciężka (powyżej 91 kg) | Mariusz Wach (Gwardia Warszawa)         | Grzegorz Kiełsa (Hetman Białystok)       | Piotr Gwóźdź (Star Starachowice) Paweł Kołodziej (PKB Poznań)                    |